# Войцех Кіляр
Войцєх Кіляр (пол. Wojciech Kilar; 17 липня 1932, Львів — 29 грудня 2013, Катовиці) — польський композитор. Як майстер саундтреків, працював з такими світовими кінорежисерами, як Кшиштоф Зануссі, Роман Полянський, Френсіс Форд Коппола. Зокрема, його музика звучить у таких стрічках, як Піаніст та Дракула Брема Стокера.

## Біографія
Народився 17 липня 1932 року у Львові. Його рідний дім знаходився на вул. Леона Сапєги 89 (нині Степана Бандери). Батько композитора був лікарем, мама актрисою театру. Дитиною займався грою на фортепіано, але з великою неохотою. Після примусового виселення поляків зі Львова в 1946—1947 роках продовжував навчання гри на фортепіано в Ряшеві.
Як піаніст дебютував в 1947 році на конкурсі Молодих талантів, виконуючи власні Дві дитячі мініатюри (ІІ місце). В 1947-1948 роках вчився в державному Музичному ліцеї Кракова (клас фортепіано і баяну), а в 1948-1950 роках Музичному ліцею в Катовицях (клас фортепіано). Водночас відвідував приватно заняття з композиції у Болеслава Войтовича. Після закінчення середньої школи розпочав навчання в Державній вищій музичній школі в Катовицях, котру закінчив із відзнакою в 1955 році. Того ж року отримав II премію за Малу увертюру на Конкурсі музичних творів V-го Фестивалю молоді у Варшаві.
В 1955-1958 роках був асистентом Войтовича в краківській Державній вищій музичній школі. В 1957 році брав участь в Міжнародних канікулярних курсах Нової музики у Дармштадті. У 1959-1960 роках як стипендіат уряду Франції навчався під керівництвом Наді Буланже в Парижі.
В 1960 році за Оду in memoriam Бели Барток отримав премію Фонду ім. Л.Буланже в Бостоні. Виступав також як піаніст, виконуючи власні твори. В 1979-1981 роках виконував обов'язки віце-президента Головного правління Союзу польських композиторів. У 1977 році був одним із членів-засновників Товариства ім. Кароля Шимановського в Закопаному; дві каденції був його віце-головою. Був членом гуральського Союзу Підгалян.
Багато років композитор був пов'язаний із Ясногірським монастирем у Ченстохові, де святкував часто свої уродини (започатковано т. зв. День Кіляра.
Член Ради патронів Ягеллонського університету. В 2005 році був членом Почесного комітету підтримки Леха Качинського в президентських виборах. Згодом, під час парламентської кампанії 2007 року підтримав партію братів Качинських «Право і справедливість», а після смерті Леха Качинського в авіакатастрофі в Смоленську був Почесним головою Громадського комітету підтримки Ярослава Качинського в передчасних президентських виборах.
Помер Войцех Кіляр після тривалої хвороби мозку. Похований у Катовицях на цвинтарі по вул. Сенкевича у спільному з дружиною Барбарою (померла кілька років перед тим) склепі.

## Музика
Кіляр дебютував наприкінці 1950-х років під час перших конкурсів фестивалю Варшавська осінь. Спершу його творчість залишалася під впливом польського і європейського неокласицизму. Композитор звертався до класичних форм музичних творів (Мала увертюра, I і II Симфонія, Соната на ріг і фортепіано), також до класичної мелодики, оркестру та звучання. Натхнення отримував з творчості Бели Бартока, Ігоря Стравінського, Дмитра Шостаковича, Сергія Прокоф'єва.
З початку 1960-х років спів творив разом із Кшиштофом Пендерецьким та Генриком Ґурецьким нову польську школу авангарду та новий напрям у сучасній музиці, званий соноризмом, перегукувався із серіалізмом та додекафонією.
В середині 1970-х років Кіляр спростив свою музичну мову, почав частіше більш виразно схилятися до традиції, у його музиці з'явилися народні та релігійні інспірації. Зворотною точкою став твір «Кшесани» (1974). Важливі твори того часу: «Підігранка і коляда» (1972), «Богородиця» для мішаного хору з оркестром, «Церковка 1909» (1976) — симфонічна поема, написана до 75-річчя Національної філармонії та присвячена трагічній смерті Мечислава Карловича, «Сивий туман» для баритону і оркестру, «Exodus» (1980), «Angelus» (1984) для сопрано, мішаного хору та симфонічного оркестру, «Орава» (1986) для камерного оркестру, Прелюдія хоральна (1988).
На 100-літній ювілей Варшавської філармонії, на замовлення її директора Казимєжа Корда знаний зі своєї релігійності Войцех Кіляр створив месу з присвятою миру на нове тисячоліття: Missa pro pace (A. D. 2000) для сопрано, тенора, баса та симфонічного оркестру. Світова прапрезентація відбулася 12 січня 2001 року в Національній філармонії у Варшаві. Твір прийнято з великим захопленням, про нього написано книгу авторства Яцека Вдзєнчака.
Незаперечною є роль Кіляра як одного з найбільш знаних авторів музики до кіно. Він написав музику до більш ніж 130 фільмів. Зв'язок Кіляра з кіно починається з 1958 року, коли оформив звукову доріжку до фільму «Лижники» Н. Бжозовської. Співпрацював із багатьма режисерами: Богданом Порембою, Анджеєм Вайдою, Казімєжем Кутцем, Кшиштофом Зануссі (практично до всіх фільмів режисера), Кшиштофом Кєсловським, Станіславом Ружевичем, Войцехом Гасом, Тадеушем Конвіцьким, Марком Півовським, Романом Полянським, Френсісом Фордом Копполою, Джейн Кемпіон. Оскільки успіх релігійних творів, створених в останні роки життя композитора, обмежуються польською публікою, то його музика до фільмів має світове визнання. Винятковий успіх принесла Кіляру музика до «Дракули».
В 1999 році отримав пропозицію від режисера Пітера Джексона щодо музики до фільму «Володар перснів». Композитор спершу погодився, але в кінцевому варіанті до співпраці не дійшло.

## Вшанування
В 1991 році Кшиштоф Зануссі зняв про нього телефільм «Войцех Кіляр». В 1997 році Польське музичне видавництво видало запис розмови із композитором: Клавдія Подобінська, Лешек Полони, «Тішуся даром життя». Розмови із Войцехом Кіляром. В 2000 році до 70-х уродин композитора вийшла книга-інтерв'ю з Кіляром, проведена о. Робертом Лукашуком «На Ясній горі віднайшов вільну Польщу… і себе». В 2005 році вийшла книга «Кіляр. Енергія і молитва» (Краків 2005). В 2013 році знято документальний фільм «Войцех Кіляр. Кредо». В 1998 році отримав власну зірку в Алеї зірок м. Лоздь.
В 1998 році став членом Польської Академії Умінь. В 1998 році отримав титул почесного доктора Опольського університету. 9 березня 2001 року став лауреатом Великої премії Фонду культури за видатні досягнення в галузі культури. Став також членом Ради Патронів Ягеллонського інституту. З 2006 року член Програмної ради Фонду «Центр національної творчості».
Патрон музичних шкіл у Дзєржоньові, Ряшеві та школи в Водзіславі-Шльонському. 23 березня 2006 року став почесним громадянином м. Катовиці, 21 квітня 2006 року — Водзіслава-Шльонського, а також в 2006 році — почесним громадянином Опольського воєводства.
10 жовтня 2009 року став лауреатом спеціальної ювілейної нагороди «Тотус 2009», що присуджується Фондом конференції Єпископату Польщі «Справа нового тисячоліття». Митець був нагороджений за відкривання шляхів краси, що ведуть до віри, надії і любові, що відбувалося протягом багатьох років у багатьох життєвих вимірах.
18 червня 2012 року Сілезький університет у Катовицях надав Кіляру титул почесного доктора.

### Ордени та відзнаки
- 2002 — Командорський хрест Ордену Відродження Польщі
- 2005 — Золота медаль міністра культури Польщі «Заслужений культурі» Gloria Artis
- 2008 — Великий хрест Ордену Відродження Польщі
- 2009 — Медаль Per artem ad Deum (Через мистецтво до Бога) Папської ради в справах культури
- 2011 — Почесне членство Світового конгресу кресов'ян
- 2012 — Орден Білого Орла (Польща)

### Премії та нагороди
- 1947 — II премія на конкурсі Молодих талантів за власну Дві дитячі мініатюри
- 1955 — II премія за Малу увертюру на Конкурсі симфонічних творів V Фестивалю молоді у Варшаві
- 1960 — премія Фонду ім. Л.Буланже в Бостоні за Оду in memoriam Бели Барток
- 1967, 1975 — нагорода Міністра культури і мистецтва Польщі II ступеня і I ступеня
- 1980 — Державна премія Польщі І ступеня
- 1971, 1976, 1980 — музична премія Катовицького воєводства
- 1975 — Премія Союзу польських композиторів
- 1975, 1992 — нагорода міста Катовиці
- 1984 — премія Фонду ім. А. Юрчиковського в Нью-Йорку
- 1989 — Мистецька премія Комітету незалежно культури незалежної профспілки «Солідарність»
- 1990 — нагорода Трьох Повстанських Крил
- 1990 — премія ТБ Катовиці
- 1995 — премія ім. В. Корфанті
- 1995 — нагорода Архієпископа Митрополита Краківського «Lux ex Silesia»
- 1996 — Sonderpreis des Kulturpreises Schlesien des Landes Niedersachsen
- 2000 — Нагорода Золоте весло
- 2008 — Нагорода Фенікс
- 2011 — премія ім. Леха Качинського
- 2012 — Корифей Польської Музики
- 2012 — Золотий Фридерик за усю творчість

### Нагороди за музику для кіно
- Кінофестиваль в Лаґові: 1970 («Червоне і жовте»), 1971 («Романтичні»)
- Гданський кінофестиваль: 1975 («Земля обітована»), 1978 («Спіраль»)
- В Катанії: 1981 («Da un paese lontano»)
- Міжнародний кінофестиваль в Корк в Ірландії: 1973 («Скляна куля»), 1981 («Da un paese lontano»)
- Премія Луї Деллюка (призначається для найкращого французького кіно): 1980 (за мультфільм «Король і птах»)
- Премія Голови польського Комітету з кінематографії: 1991
- За музику до фільму «Дракула Брема Стокера» («Дракула»): 1992 — премія Американського товариства композиторів, авторів та видавців у Лос-Анжелесі; 1992 — за найкращу музику до фільму на фестивалі Horror Film у Сан-Франциско
- За музику до фільму Анджея Вайди «Пан Тадеуш» Кіляр отримав Золоту Качку та Платиновий диск за 20 тис. проданих екземплярів.